# Duby na hrázi rybníka Homolka
Duby na hrázi rybníka Homolka jsou zbytkem památného stromořadí dubů letních vysazeného na hrázi rybníka Homolka pravděpodobně při jeho zakládání, tedy někdy na začátku 18. století. Kromě krajinotvorného a ekologického významu mají i zoologický význam.

## Základní informace
- rok vyhlášení:  2002
- počet stromů: 12
- odhadované stáří: přes 300 let
- obvod kmene: 232–505 (2002), 241–553 cm (2013)
- výška: 18–29 m (2002)

## Stav stromů a údržba
Některé z 12 dubů jsou v poměrně dobrém stavu (např. ten nejmohutnější je velmi pěkný strom se širokou korunou), u některých je stav horší (dutiny, olámané větve, případně jednostranná koruna, výskyt pstřeně dubového). Jeden z dubů je suchý.

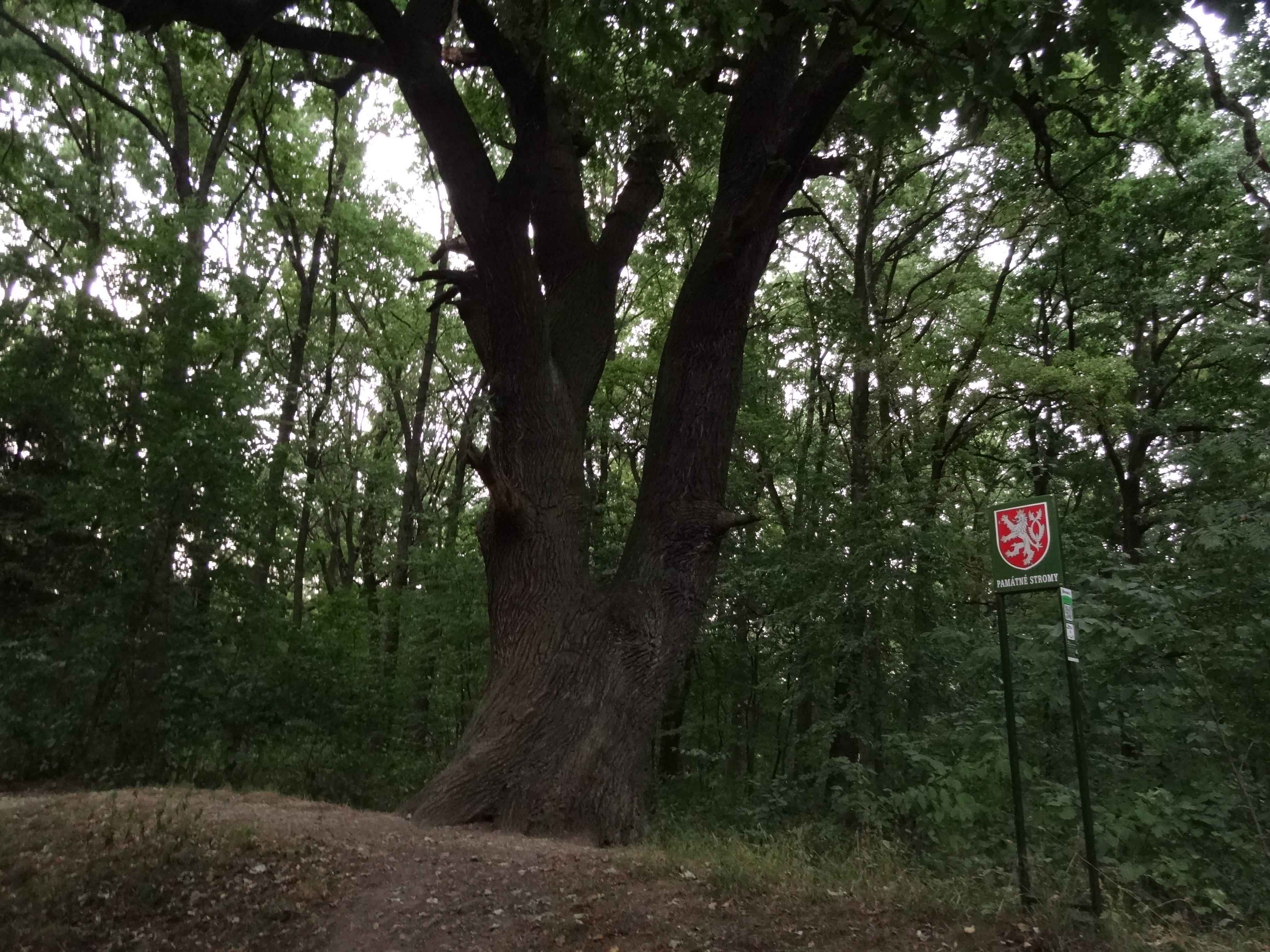
„Otec dubů“ u Homolky (2015)

## Další zajímavosti
Jde o jednu z nejpočetnějších skupin starých dubů v Praze. Rybník Homolka v Milíčovském lese patří mezi historické pražské rybníky a právě ze stáří dubů na hrázi lze usuzovat, že soustava Milíčovských rybníků vznikla na začátku 18. století. Okolní lokalita je významná výskytem řady chráněných živočichů i rostlin a právě na jednom z památných dubů na hrázi rybníka se dlouhodobě vyskytuje tesařík obrovský (Cerambyx cerdo L.).
Největší dub ze skupiny je až poslední v řadě na jihovýchodním konci hráze. Impozantní strom s rozdvojeným kmenem se s přezdívkou „Otec dubů“ v roce 2016 dostal do finále soutěže Strom roku. Asi 200 m severovýchodním směrem od tohoto dubu, po trase Naučné stezky Milíčov, začíná hráz dalšího rybníka pojmenovaného Vrah, kde se zachovalo pozoruhodné stromořadí asi dvou desítek starých dubů.